# Bony de les Neres
El Bony de les Neres és un cim de 2.211 m situat a Andorra. Es troba al límit administratiu entre les parròquies d'Encamp i Ordino. La muntanya és a la carena que discorre de nord a sud pel centre del país i que fa de divisòria entre les valls de la Valira del Nord i la Valira d'Occident. Té una prominència de 231 m.

## Geografia
El Bony de les Neres es troba a 1,1 km al sud-oest del coll d'Ordino (1.980 m), el lloc de pas natural i històric entre les parròquies de Canillo, a l'est, i Ordino, a l'oest. Des del cim del Bony de les Neres i en sentit sud-oest per la serra d'Encamp, la carena va perdent alçada progressivament fins a arribar a la collada de Beixalís (1.795 m) al cap de 2,6 km. Des de la collada i 0,5 km més en sentit sud-oest, s'arriba al Pic de Padern (1.857 m), el següent i últim cim de la carena. Des del Bony de les Neres i passant pel coll d'Ordino, la carena gira en sentit nord i guanya alçada ràpidament fins a arribar al cim del Casamanya (2.737 m) després de 3,4 km.